# Voorwaardelijke invrijheidstelling
Voorwaardelijke invrijheidstelling (v.i.) is in het strafrecht de mogelijkheid dat een veroordeelde die een gevangenisstraf uitzit, onder voorwaarden vervroegd wordt vrijgelaten. 

## Nederland

### Vervroegde invrijheidstelling (1886-2008)
Sinds de invoering van het Nederlandse Wetboek van Strafrecht in 1886 bestaat de mogelijkheid dat een gedetineerde vervroegd in vrijheid wordt gesteld. Oorspronkelijk was dat de voorwaardelijke invrijheidstelling (v.i.). Dit was een gunst van de minister van justitie en er waren voorwaarden aan verbonden waar de veroordeelde zich tijdens een proeftijd aan moest houden. Deze voorwaardelijke invrijheidstelling werd aanvankelijk slechts sporadisch toegepast, maar na verloop van tijd gebeurde het zo vaak dat het bijna als een recht van de veroordeelde werd beschouwd. Op 1 januari 1987 werd die situatie geformaliseerd. Sindsdien was er sprake van vervroegde invrijheidstelling (afgekort als VI om het te onderscheiden van v.i.) en was het een recht van de veroordeelde. Artikel 15 Sr bepaalde na welk deel van de straf de veroordeelde in vrijheid kon worden gesteld. Het voorarrest werd daarbij meegerekend. Artikel 15a, lid 1, Sr bepaalde onder welke omstandigheden de vervroegde invrijheidstelling níet werd verleend. Dan ging het bijvoorbeeld om veroordeelden die zich tijdens de detentie zeer ernstig hadden misdragen of die een poging tot uitbraak hadden ondernomen.

### Voorwaardelijke invrijheidstelling (2008-2021)
Op de praktijk van de vervroegde invrijheidstelling bestond kritiek. In de politiek werd het als problematisch ervaren dat een eenmaal toegekende vervroegde invrijheidstelling niet kon worden herroepen, zelfs niet als de ex-gedetineerde een strafbaar feit pleegde. De Wet van 6 december 2007 tot wijziging van het Wetboek van Strafrecht en enige andere wetten in verband met de wijziging van de vervroegde invrijheidstelling in een voorwaardelijke invrijheidstelling, die op 1 juli 2008 inging, draaide de vervroegde invrijheidstelling weer terug naar een vorm van voorwaardelijke invrijheidsstelling. Er gold een overgangsregeling voor veroordeelden die voor 1 juli 2008 werden veroordeeld. Tot 1 juli 2013 gold voor hen nog de oude vervroegde invrijheidstellingsregeling.

### Voorwaarden
De nieuwe voorwaardelijke invrijheidstelling (wederom: v.i.) behelst geen volledige terugkeer naar de oude praktijk waarin de minister van justitie een gunst verleent. Veroordeelden hebben nog steeds een recht om vervroegd in vrijheid te worden gesteld. De voorwaardelijke component is echter in ere hersteld: vervroegd in vrijheid gestelden moeten gedurende een proefperiode aan bepaalde voorwaarden voldoen. Die voorwaarden kunnen worden afgestemd op de omstandigheden van de veroordeelde en van het delict waarvoor hij werd veroordeeld. Het is daardoor mogelijk om bijvoorbeeld vrijheidsbeperkende (zoals een locatieverbod, een alcoholverbod of een meldingsgebod) of gedragsbeïnvloedende voorwaarden (zoals het volgen van een training) te stellen. Daarnaast geldt voor elke ex-gedetineerde de algemene voorwaarde dat hij of zij geen stafbaar feit mag plegen in de periode van voorwaardelijke invrijheidstelling. Om voorwaardelijk in vrijheid te worden gesteld, moet de veroordeelde zich bereid verklaren om de voorwaarden na te leven. Hij kan niet in beroep tegen de vaststelling van de voorwaarden.
Voorwaardelijke invrijheidstelling geldt alleen bij een straf van meer dan een jaar. Bij een straf van één tot twee jaar is de strafvermindering twee derde van de duur boven één jaar. Bij een straf van meer dan twee jaar is de strafvermindering een derde van de totale duur.
Ook mensen die een voorwaardelijke straf hebben gekregen, komen niet in aanmerking. In 2010 betekende dit dat slechts 2,7% van alle 'uitstroom' uit detentie (1.096 van de 39.702 gedetineerden) voorwaardelijk in vrijheid werd gesteld. Dat werd vooral veroorzaakt doordat slechts 7% van de 'uitstroom' betrekking had op gedetineerden met een gevangenisstraf van meer dan een jaar. Voorwaardelijke invrijheidstelling wordt in principe toegekend na ommekomst van twee derde van de straf. Iemand die zes jaar gevangenisstraf heeft, kan dus na het vierde jaar voorwaardelijk worden vrijgelaten voor de resterende twee jaar.

### Evaluatie 2012
Het ministerie van Justitie en Veiligheid heeft in 2011 een evaluatie laten doen naar de Wet voorwaardelijke invrijheidstelling. Daaruit bleek dat tussen april 2009 en juli 2011 in totaal 1.665 gedetineerden voorwaardelijk in vrijheid zijn gesteld. Bij ongeveer de helft van deze personen (53%) gold alleen de algemene voorwaarde dat in de 'proeftijd' geen strafbaar feit mocht worden gepleegd. De rest kreeg één of meer bijzondere voorwaarden opgelegd. De meest opgelegde bijzondere voorwaarde is een meldingsgebod bij de reclassering: 46% van alle voorwaardelijk in vrijheid gestelden kreeg deze voorwaarde opgelegd. Binnen de groep die één of meer bijzondere voorwaarden kreeg opgelegd, kreeg 98% als voorwaarde een meldingsgebod bij de reclassering opgelegd. Beduidend minder vaak werd een gedragsinterventie, ambulante behandeling of een alcohol- of drugsverbod opgelegd als bijzondere voorwaarde. Naarmate gedetineerden vaker zijn veroordeeld voor andere feiten, worden er meer bijzondere voorwaarden opgelegd. Gedetineerden die voor het eerst zijn veroordeeld kregen in 7% van de gevallen een bijzondere voorwaarde opgelegd. Gedetineerden die voor tien of meer eerdere strafbare feiten waren veroordeeld kregen in 61% van de gevallen één of meer bijzondere voorwaarden opgelegd. Verder bleek dat zedendelinquenten en plegers van vermogensdelicten het vaakst bijzondere voorwaarden kregen opgelegd. Plegers van fraude, brandstichting of drugsdelicten kregen juist weinig bijzondere voorwaarden opgelegd. Ook mensen bij wie het risico op recidive hoog werd ingeschat door de reclassering kregen in ruime meerderheid één of meer bijzondere voorwaarden opgelegd.

### 2021: Nieuwe regeling Voorwaardelijke invrijheidstelling
In juli 2021 werden in Nederland de Wet straffen en beschermen en het Uitvoeringsbesluit Wet straffen en beschermen van kracht, voluit het Besluit van 31 mei 2021 tot wijziging van de Penitentiaire maatregel, het Besluit tenuitvoerlegging strafrechtelijke beslissingen en het Besluit forensische zorg in verband met de wijziging van de regeling inzake detentiefasering en voorwaardelijke invrijheidstelling (Uitvoeringsbesluit Wet straffen en beschermen). Daarmee veranderde de wijze  waarop gevangenisstraffen worden uitgevoerd.
De belangrijkste wijzigingen betroffen:
- De voorwaardelijke invrijheidstelling (v.i.) wordt maximaal 2 jaar (was 10 jaar).
- Het Openbaar Ministerie neemt voor iedere gedetineerde een  beslissing of v.i. al aan de orde is. Alleen indien verlof bijdraagt aan een veilige terugkeer naar de samenleving, komt een gedetineerde daarvoor in aanmerking. Bij het toekennen van dit zogeheten re-integratieverlof wordt ook gekeken naar het gedrag gedurende de gehele detentie, de veiligheidsrisico’s en de slachtofferbelangen.
- De (Zeer) Beperkt Beveiligde Inrichtingen (BBI en ZBBI) verdwijnen. Gedetineerden kunnen in de laatste fase van hun detentie buiten de penitentiaire inrichting aan het werk in de nieuwe Beperkt Beveiligde Afdeling (BBA).

Het Penitentiair Programma (PP) vervalt voor gedetineerden die tot langer dan 1 jaar gevangenisstraf zijn veroordeeld. Het PP duurt maximaal 2 maanden. Er komt een overgangsperiode van 3 jaar.
- Voor gedetineerden vervallen zowel het arbeidsrecht als de arbeidsplicht.

## België
De voorwaardelijke invrijheidstelling in België is een wijze van uitvoering van de vrijheidsstraf waardoor de veroordeelde zijn straf ondergaat buiten de gevangenis, mits naleving van de voorwaarden die hem gedurende een bepaalde proeftijd worden opgelegd. Deze materie wordt geregeld door de wet van 17 mei 2006 betreffende de externe rechtspositie van de veroordeelden tot een vrijheidsstraf en de aan het slachtoffer toegekende rechten in het raam van de strafuitvoeringsmodaliteiten. Die wet maakte van voorwaardelijke invrijheidstelling een recht, toe te passen door de strafuitvoeringsrechtbanken.
De voorwaardelijke invrijheidstelling mag niet verward worden met de voorlopige invrijheidstelling die wordt toegestaan door de minister van Justitie of door de directeur van de gevangenis.